# Christian von Preußen
Christian von Preußen, auch Christian von Lekno oder Christian von Oliva (* um 1180, möglicherweise in der slawischen Vorläufersiedlung des 1250 gegründeten Freienwalde in Hinterpommern, heute Chociwel; † 4. Dezember 1245 in Marburg, Hessen (oder evtl. in Sulejów, Polen)) war der erste Bischof von Preußen. Die Beinamen ‚von Preußen‘, ‚von Lekno‘ und ‚von Oliva‘ rühren von seinem hauptsächlichen Missionierungsgebiet her beziehungsweise von seinen Aufenthalten als Mönch 1209–1210 im Kloster Oliva und als Abt im Kloster Łękno, das später nach Wągrowiec (Wongrowiec) verlegt wurde.

## Leben
Als Jugendlicher trat Christian angeblich zunächst in das Zisterzienserkloster Kolbatz bei Neumark in Hinterpommern ein, das von dem Stettiner Kastellan Wartislaw II. gestiftet worden war. 1209–1210 war er als gewöhnlicher Mönch dem 1185/86 gegründeten Kloster Oliva im christlichen Herzogtum Pomerellen zugeordnet. Von dieser Zeit an bemühte er sich um die Bekehrung der heidnischen Prußen zum christlichen Glauben.
Auf Wunsch Konrads von Masowien genehmigte der Papst im Jahre 1209 einen Kreuzzug gegen die Prußen. In diesem Zusammenhang wirkte der Mönch Christian ab 1209 mit einigem Erfolg unter den Prußen als Bekehrer. Um 1215 war er Abt des mit deutschen Zisterziensern besetzten Klosters Lekno bei Gnesen. Christian wurde von Innozenz III. 1215 auf dem Laterankonzil schließlich zum Missionsbischof von Preußen ernannt, sein fester Stützpunkt war offenbar das außerhalb des Missionsgebiets gelegene Kloster Oliva. Im Zuge der Mission gewannen zunächst die pommerellischen und dann die masowischen Fürsten an politischem Einfluss. Seit 1217 führte diese Ungleichbehandlung unter den Stammesverbänden der Prußen zu heftigen Reaktionen, die sich in Überfällen auf masowisches Gebiet und gelegentlich auch auf Kujawien und Großpolen entluden. Das Kulmerland war von den Prußen besetzt worden. Um das Gebiet wieder zu erobern, bat Christian den Papst Honorius III. um Bewilligung eines Kreuzzugs. Dieser genehmigte den Kreuzzug und erteilte ihm 1217 darüber hinaus die Vollmacht, Bistümer zu gründen und Kathedralen erbauen zu lassen. Mit päpstlicher Genehmigung wurden 1212–1222 und 1223 von Konrad von Masowien, Leszek von Kleinpolen und Heinrich dem Bärtigen von Schlesien mit deutscher Unterstützung zwei Kreuzzüge gegen die Prußen geführt. Zwar konnten so das Kulmerland auf der rechten Seite der Weichsel zurückgewonnen und ein Verteidigungssystem verwirklicht werden, doch nahmen die Überfälle kein Ende. Christian benutzte die Gelegenheit zur Gründung des Bistums Kulm im Jahr 1222. Der Bischof von Plock, zu dessen Diözese das Kulmerland bis dahin gerechnet worden war, trat ihm zu diesem Zweck alle seine geistlichen und weltlichen Rechte in demselben ab. Die polnischen Fürsten, die sich als rechtmäßige Herrscher in dem Land betrachteten, übereigneten ihm 1222 eine beträchtliche Anzahl von Ortschaften samt den herrschaftlichen Rechten und in dem Teil, den sie sich vorbehielten, den Zehnten und die Hälfte der Einkünfte. Papst Honorius III. bestätigte diese Schenkung 1223.
1224 erreichten die Überfälle, auch auf das benachbarte masowische Gebiet, einen neuen Höhepunkt. Dies veranlasste den Herzog Konrad von Masowien dazu, den Deutschen Orden um Hilfe zu bitten, der damals unter Hermann von Salza seine Machtposition beträchtlich ausgebaut hatte. Als sich die Verhandlungen mit dem Orden in die Länge zogen, gründete Konrad 1228 einen eigenen Ritterorden, die Fratres militiae Christi, nach ihrem Stützpunkt in Dobrin auch Dobriner Brüder genannt. Dieser ebenfalls überwiegend aus Deutschen bestehende Orden begann 1230 mit Hilfe von Kreuzfahrern den Kampf gegen die Heiden, hatte aber nur bescheidene Erfolge. 1230 übergab Christian seinen gesamten Territorialbesitz im Kulmerland dem Deutschen Ritterorden. 1231 wurde Christian Bischof des Bistums Kulm.
Christian beabsichtigte, seine Missionstätigkeit im Samland fortzusetzen, geriet aber 1233 für fünf Jahre in die Gefangenschaft der Prußen. 1234 verlieh Papst Gregor IX. Preußen dem Deutschen Orden als Besitztum. Der 1228 von Christian gegründete Orden der Ritterbrüder von Dobrin ging im selben Jahr im Deutschen Orden auf.
Nach seiner Befreiung 1238 aus prußischer Gefangenschaft opponierte Christian beim Papst gegen den Deutschen Orden wegen Verletzung seiner Rechte als Bischof. 1243 teilte der päpstliche Legat Wilhelm von Modena das Land zwischen Weichsel und Memel in die vier Bistümer Kulm, Ermland, Pomesanien und Samland auf. Dabei sollte der Besitzstand so geregelt werden, dass von der weltlichen Regierung den vier Bistümern insgesamt nur ein Drittel zufallen sollte, während der Deutsche Orden zwei Drittel zugeteilt erhielt. Weil er sich übervorteilt wähnte, wollte Christian diese Machtaufteilung nicht anerkennen. Als er der Weisung des Papstes Gregor IX., sich für eins der vier Bistümer zu entscheiden, nicht nachkam, fiel er schließlich sogar beim apostolischen Stuhl in Ungnade. Er zog sich schließlich in das polnische Kloster Sulejow zurück, wo er 1245 starb. Er hat bei der Christianisierung Altpreußens entscheidend mitgewirkt.

## Christian-Chronik
In der frühhumanistischen Landeshistoriographie des 16. Jahrhunderts wurde Christian eine Chronik zugeschrieben, deren Initium nach Simon Grunau Liber filiorum Belial cum suis superstitionibus Bruticae factionis incipit cum moestitia cordis gelautet haben soll. Hier wurden angeblich die Entdeckung Preußens und seiner Ureinwohner im ersten Jahrhundert durch Astronomen aus Bithynien und die Eroberung Preußens durch die von den Goten vertriebenen Ureinwohner Gotlands beschrieben. Während die Historiographie des 16. Jahrhunderts daran kaum Anstoß nahm, kamen bei Lucas David und Caspar Schütz erste Zweifel an der Echtheit dieser Chronik auf. Ihre Existenz wurde von der modernen Geschichtswissenschaft, vor allem durch Max Toeppen widerlegt.